# بنو يزناسن
بنو يزناسن أو بنو يزناتن أو زناتة (بالأمازيغية: ات یزناسن) هي قبيلة أمازيغية تقع في شمال شرق المغرب، تعتبر من أقدم القبائل الامازيغية وأكثرها شهرة.
ينتمون إلى زناتة كما يذكر ابن حوقل، أما قدور الورطاسي يذكر أن لكل من القبيلتين نسب خاص «فلبني يزناسن نسبهم الخاص، ولزناتة نسبهم الخاص، وأن كلتا القبيلتين تجتمعان في أصل واحد». أما موطنهم الأصلي فيذكر ابن خلدون «بني يزناسن أهل الجبل المطل على وجدة،» ويعرف الحسن الوزان هذا الجبل «يقع هذا الجبل على بعد نحو خمسين ميلا غربي تلمسان، ويُتاخِم من جهة قفر كرط وقفر أنكاد من جهة أخرى، ممتدا على طول خمس وعشرين ميلا وعلى عرض نحو خمة عشرة ميلا، وهو شديد الوعورة والارتفاع، صعب المسالك، تكسوه غابات كثيرة، ويضم هذا الجبل مداشر عديدة يسكنها قوم ذو بأس شديد».
وكانت هذه القبيلة في نزاع دائم مع المهاية، وهم من العرب الهلالية، حيث كانتا تتنازعان على مراعي سهل أنجاد.

## فروع القبيلة
تنقسم منطقة بني يزناسن إلى أربعة قبائل كبرى، وهي:
- قبيلة بني وريمش: وتقع في الناحية المجاورة لقبائل كبدانة والريف، ومعظم سكانها من بركان.[بحاجة لمصدر] وتنتشر هذه القبيلة على الجزء الغربي من جبل تافوغالت شرقا ووادي ملوية غربا، وتضم فروعا من الزاوية الحمداوية في عين الهراوة وبني نوكة ولا يوجد في بني ور يمش إلا سوق واحد المسمى «بتانزارت»، وأعظم بطونهم بنو عبد السيد وأولاد علي الشاب ورسلان وتاكمة، وبنو محيو المجاوورن لقصبة عيون سيدي ملوك، وفي هذا القسم تقع أراضي أكليم. أما شرفاء القبيلة فهم: أولاد سيدي علي وسعيد باونت وأولاد سيدي سعيد العرعار، وأولاد سيدي موسى المدعون بأولاد معبورة، وأولاد فسير، وأولاد عطية وأهل ورين وبنو وال والتميميون والشراقة، وهؤلاء الشرفاء الإدريسيون يقيمون مواسم دورية، ترحما على جدودهم الأعلون.
- قبيلة بني عتيق: يمتد مجالها الطبيعي بين بني منقوش شرقا وبني وريمش غربا وتشرف من جهة الجنوب على سهل أنكاد ومن الشمال على تريفة ومدينة بركان الحالية، وهي تقع في هذه القبيلة. وفي بني عتيق يقع جبل فوغال أو «ألمو» الذي ينبع الماء منه في كل جهة من بين الصخور، كما توجد بها بحيرة وأو اللوت التي تسقي البساتين المجاورة لها، ومن أهم الأسر العتيقة بهذه القبيلة آل الهبيل أسرة البكاي لهبيل رئيسي أول حكومة مغربية في عهد الاستقلال، وتضم هذه القبيلة ضريح مولاي أحمد العياشي مؤسس زاوية زكزل كما تضم الشرفاء الحافيين والسغروشنيين والورطاسيين وآل تيزي أزمور والصبانيين، ولكل هؤلاء الشرفاء مواسم خاصة في كل سنة وفي هذه القبيلة تقع مغارتا الجمل والحمامة المشهورتان عالميا.
- قبيلة بني منقوش: تمتد هذه القبيلة جنوبا من أراضي البصارة الواقعة على حدود قبيلة لمهاية الشمالية، وتنتهي شمالا إلى حدود أراضي غرب سهل تريفة وقبيلة العثامنة، أي تمتد بين بني خالد شرقا وبني عتيق غربا. وفي سهل بني منقوش تقع قصبة عين الركادة التي أعاد بناءها السلطان إسماعيل، وتقع أيضا في هذه القبيلة عين فزوان المعدنية (المعروفة وطنيا)، وعين الصفا. ومن أهم الأسر المنقوشية أولاد سيدي رمضان، وأولاد أبو غنم، أهل وجوت، الكرارجة، أما الشرفاء الإدريسيون فهم أولاد سيدي علي البكاي (صاحب الزاوية البكاوية) وأولاد ابن يعقوب وآل وكوت والحسنيون والرمضانيون (أصحاب الزاوية الرمضانية) والوليون وأولاد الطاهر من عين الصفا.
- قبيلة بني خالد: ينتشر بنو خالد في الجزء الشرقي من جبال بني يزناسن، يحدهم شرقا الأراضي الجزائرية وغربا قبيلة بني منقوش وتشرف هذه القبيلة على سهل أنكاد جنوبا وسهل تريفة شمالا، وأهم الأسر في بني خالد: بنو مريحة وبنو خلوف وأولاد الزعيم وأولاد بن عزة، أما شرفاؤهم هم: أولاد سيدي عبد الله بن عزة وأولاد سيدي المختار بوتشيش القادري وأولاد بن العالم، وتضم هذه القبيلة أهم الزوايا على الصعيد الوطني وهي الزاوية البودشيشية والزاوية الهبرية.[4]

## اللغة
لغتهم الأمازيغية اليزناسنية هي جزء من لهجة تريفيت.